# 鐵男孩：山寨之城
《鐵男孩：山寨之城》是台灣漫畫家麥人杰在2020年發表，內容帶有賽博龐克風格的科幻漫畫。劇情描述在一個社會秩序敗壞的未來世界裡，一名男孩為了湊足拯救親人所需的資金，投入了機器人格鬥擂台大賽。

## 劇情簡介
在一個人力被機器人取代的未來世界裡，有一處在地圖上不被標示出的法外之地「山寨城」，裡頭充斥著非法之徒、假貨買賣、以及許多被社會拋棄的老年人們。山寨城裡常舉辦著機器人對打的格鬥賽，這同時是山寨城重要的賭金收益來源。
故事主角小海是一名十三歲、與祖父一同在山寨城居住，並身懷高超維修機器人技巧的少年。小海平時運送著生活用品、藥物給山寨城裡的孤獨老年人們，並靠著修理機器人賺取費用維生。
某一天，小海在運送物品給老年人們的途中，被一群惡棍搶劫勒索，之後小海被剛好路過的機器人技師霍達、和霍達的跟班機器人給相救。之後霍達向小海建議，若想抵抗惡棍可以去他認識的一名武術師下習武。後續小海為了取得能購買醫治爺爺藥物的資金，開始將習武過程的經歷套用在機器人裡，加入了機器人格鬥大賽。

## 創作過程
「當未來所有東西都可以被電腦取代，好比財經記者寫財報，AI一定寫得更好，因為它不會錯、它沒有感情………告訴你，時代變動首先犧牲的都是老人或小孩。」——麥人杰對引用在漫畫劇情裡，人力逐漸受機械、電腦替代的社會現象看法。
2014年，麥人杰構想了一部名為《鐵男孩》的3D動畫，在完成一部份的動畫內容後，因面臨資金不足問題，僅能先將動畫製作停擺。隨後麥人杰調整了方向，改成先自行創作出《鐵男孩》原著漫畫，期許能在漫畫市場上獲得關注引起話題，並計劃與文策院提案獲取未來製作動畫影集的資金。
在漫畫主題上，麥人杰以他觀察到的高齡化、盜版品充斥等社會議題，作為劇情裡的靈感。他也以自身曾面臨到，過去自己擁有的職業漫畫家繪圖技法，在現今以電腦為主的數位作畫風潮之下，已經被視為過時手法的經歷，來反應在故事裡一群被機器人給淘汰的人物劇情上。此部漫畫是麥人杰的漫畫家生涯裡，耗費最多時間繪製的一部作品。

## 發行

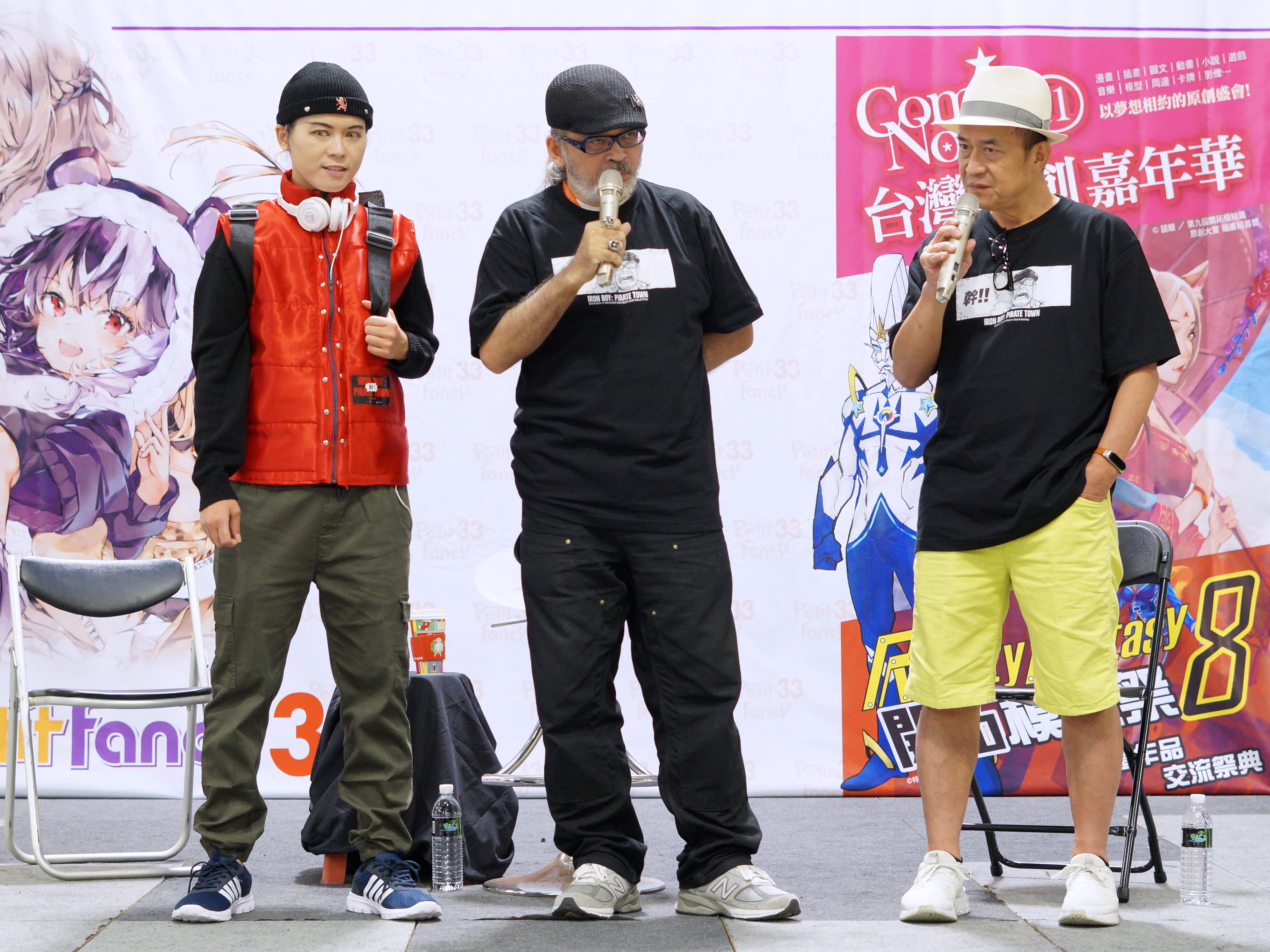
第33屆亞洲動漫創作展，麥人杰（中）與黃健和（右）講解《鐵男孩：山寨之城》的創作內容

單行本首冊是在2020年5月4日推出，麥人杰後續有參與數場為《鐵男孩：山寨之城》宣傳的活動，例如與漫畫家阮光民的線上直播對談，或是在第33屆亞洲動漫創作展舞台與大辣出版總編輯黃健和舉辦座談會。
| 卷數 | 大辣出版      | 大辣出版               |
| 卷數 | 發售日期      | ISBN                   |
| ---- | ------------- | ---------------------- |
| 1    | 2020年5月4日  | ISBN 978-986-985-572-3 |
| 2    | 2021年1月27日 | ISBN 978-986-994-961-3 |

## 備註
1. ↑  第1集第13頁
2. ↑  第1集第18頁
3. ↑  第1集第44頁
4. ↑  第1集第11頁
5. ↑  第1集第43頁
6. ↑  第1集第46頁
7. ↑  第2集第60頁

## 外部連結
- 大辣出版的《鐵男孩：山寨之城》介紹頁面